# Canteras en el Antiguo Egipto

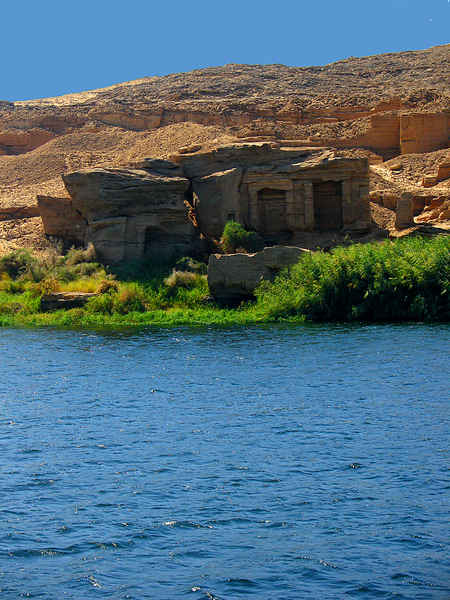
Gebel el-Silsila: templos de Ramsés II y Merenptah excavados en la roca.

Las Canteras de piedra del antiguo Egipto (ahora son sitios arqueológicos) una vez produjo piedras de calidad para la construcción de monumentos decorativos como esculturas y obeliscos.
Algunos de estos sitios están bien identificados y la composición química de sus piedras también son conocidas, permitiendo el origen geográfico de la mayoría de los monumentos se remonten utilizando técnicas petrográficas.
En junio de 2006, el Consejo Supremo de Antigüedades de Egipto estableció un nuevo departamento para conservación de antiguas canteras y minas en Egipto. El nuevo departamento trabajará en una cooperación cercana con las oficinas regionales del Consejo y programas de entrenamiento especiales de capacitación de Inspectores de Antigüedades.
80& de los sitios antiguos de canteras están en el valle del Nilo: algunos de ellos han desaparecido bajo las aguas del Lago Nasser y algunos otros han desaparecido debido a la actividad minera moderna.

## Canteras de Asuán
Las canteras están localizadas a lo largo del Nilo en la ciudad de Asuán. Hay un número de ciudades conocidas: Shellal, las canteras al norte y sur en un área cerca de 20 km² en la orilla oeste y las islas de Elefantina y Seheil. Uno de los directores conocidos de estos sitios de Asuán fue Hori durante los tiempos de Ramsés III. En nuestros días, la cantera está para convertirse en un museo al aire libre.
Minerales típicos conocidos de este sitio:
- Granito rojo, gris y negro.

Algunos de los monumentos conocidos procedentes de este sitio son:
- Las Agujas de Cleopatra.
- El obelisco inacabado en el lugar, en la cantera del norte.
- La base del obelisco incabado, descubierto en 2005.
- El sarcófago hecho de granito en las cámaras funerarias de Zoser y Seneferu en Saqqara.
- Muchas cámaras funerarias, sarcófagos, columnas, etc. en las pirámides de Kefrén, Khafre y Micerino en Guiza.

## Gebel el Ahmar
Gebel el Ahmar, está ubicada cerca del Cairo a las orillas del Nilo, cerca de Heliópolis. El nombre significa "Montañas Rojas". El sitio estuvo en plena producción en los tiempos de Akenatón, Amenofis III, Tutankamon, y Ramsés III. La cantera fue dirigida por Huy también conocido como "Jefe de las Obras del Rey" y también como Hori.
Minerales típicos conocidos de este sitio:
- Celestina, Cuarcita o arenisca roja.

Algunos de los monumentos conocidos de este sitio son:
- Colosos de Memnón.

## Silsileh
Gebel el-Silsila o Gebel Silsileh se encuentra a 40 millas de Asuán a lo largo de las orillas del Nilo y fue una zona muy famosa en todas las canteras del antigo Egipto debido a la calidad de la construcción de piedra allí.
El sitio es rico en un área arqueológica teniendo templos directamente en las colinas. Algunos ejemplos son el templo de roca de Horemheb en la orilla oeste.
Muchos de los monumentos aquí llevan inscripciones de Merenptah, Ramsés II, Hatshepsut, Amenofis II, y Ramsés III. Las canteras y algunos templos de piedra son visibles desde un barco al cruzar el Nilo.
Algunos de los monumentos conocidos procedentes de este sitio son:
- El templo de Horemheb.

## Edfu
Estas canteras están ubicadas a 8 kilómetros al norte de Edfu.
Algunos de los monumentos conocidos de este sitio son:
- Bloques de piedra utilizados por los ingenieros de Septimio Severo para reconstruir el norte coloso de Memnón.

## Wadi Hammamat
Wadi Hammamat es una zona de canteras localizadas en el desierto oriental de Egipto. Este sitio es famoso debido a que se describe en el primer mapa topográfico antiguo conocido hoy en día: el Papiro de las minas que describe una expedición preparada para Ramsés IV.
Minerales típicos de este sitio:
- Basalto.

## Widan el-Faras
Widan el-Faras en Gebel el-Qatrani, Ciudad de Fayún. Localizada a 60 kilómetros al sureste de El Cairo en el desierto occidental. El paisaje de la cantera del desierto de Faiyum al norte comprende tanto las canteras de basalto de Umm es-Sawan y Widan el-Faras.
Minerales típicos conocidos de este sitio:
- Basalto.
- Aljez.

## Colinas Muqattam
Las colinas de Muqattam es un sitio localizado cerca de Menfis.
Minerales típicos conocidos de este sitio:
- Caliza.

## El Amarna
Cerca de El Amarna.
Minerales típicos conocidos de este sitio:
- Alabastro.